# Эскадренные миноносцы типа «Турвиль»
Эскадренные миноносцы типа «Турвиль» (во Франции классифицируются как фрегаты и противолодочные корабли) — боевые корабли военно-морских сил Франции. Всего было построено три таких корабля, из которых по состоянию на 2012 год в строю только один. Названы в честь адмирала Анна де Турвиля. Оснащены многочисленными радарами и сонарами для отслеживания надводных, подводных и воздушных целей. Вооружены противокорабельными ракетами типа «Эксосет», торпедами типа L5 и зенитно-ракетным комплексом «Кроталь». Могут нести на своём борту два вертолёта Lynx WG13.
| Номер | Имя                            | Спущен         | Принят в состав ВМС | Исключён из состава ВМС | Статус                       |
| ----- | ------------------------------ | -------------- | ------------------- | ----------------------- | ---------------------------- |
| D610  | Турвиль (фр. Tourville)        | 13 мая 1972    | 21 июня 1974        | 16 июня 2011            | Законсервирован              |
| D611  | Дюгэ Труэн (фр. Duguay-Trouin) | 1 июня 1973    | 17 сентября 1975    | 13 июля 1999            | Переквалифицирован в ледокол |
| D612  | Де Грасс (фр. De Grasse)       | 30 ноября 1974 | 1 октября 1977      | 5 мая 2013              | Списан                       |